# Primo Dottore
Il Primo Dottore è un personaggio immaginario dell'universo del Doctor Who. È stato interpretato da William Hartnell, nelle prime tre stagioni della prima serie televisiva britannica di fantascienza Doctor Who (1963-1966); da Peter Cushing nei due film cinematografici Dr. Who and the Daleks (1965) e Daleks - Il futuro fra un milione di anni (1966); da Richard Hurndall, nello speciale The Five Doctors (1983); da David Bradley nell'episodio La caduta del Dottore (2017) e negli speciali C'era due volte (2017) e The Power of the Doctor (2022).
Si tratta della prima incarnazione del "Dottore", il protagonista della celebre serie di culto prodotta dalla BBC. Hartnell interpretò il personaggio dal 1963 al 1966, riprendendo il ruolo solo una volta in occasione dello speciale per il decimo anniversario della serie, The Three Doctors (1973).
Il Dottore è un Signore del tempo alieno ultracentenario originario del pianeta Gallifrey che viaggia nel tempo e nello spazio attraverso il TARDIS, frequentemente accompagnato da vari compagni di viaggio.

## Biografia del personaggio
Nel primo episodio della serie, il Dottore descrive sé stesso e la nipote Susan Foreman come degli "esuli" senza specificare il perché di tale definizione. Bisognerà aspettare fino all'ultima avventura della seconda incarnazione del Dottore, per veder rivelato il nome della razza aliena al quale appartiene (i Signori del Tempo), e l'avvento del Terzo Dottore prima di poter conoscere il nome del suo pianeta natale (Gallifrey).
La prima puntata della prima stagione classica di Doctor Who si apre con un paio di insegnanti della Londra contemporanea (1963), Ian Chesterton e Barbara Wright, che investigano su una ragazza di nome Susan, una studentessa quindicenne loro allieva che sembra confusa e persino frustrata dal programma scolastico (specialmente storia e matematica) perché ritiene che le nozioni insegnatele siano errate. Seguita Susan fino a casa, i due scoprono il TARDIS in una sorta di deposito di robivecchi prendendo di sorpresa sia Susan che suo nonno, il Dottore, che fa partire la navicella costretto dall'insistenza e dalle richieste di spiegazioni degli intrusi. Ian e Barbara vengono involontariamente trasportati a bordo del TARDIS nell'anno 100,000 a.C. dove incontrano una pericolosa tribù di cavernicoli e successivamente trascorrono due anni di avventure continue nello spazio e nel tempo insieme al Dottore, che a questo punto della serie sembra non aver nessun controllo sul sistema di navigazione del TARDIS.
Fu durante questa prima incarnazione che il Dottore incontrò per la prima volta i suoi acerrimi nemici Dalek e Cybermen, due razze aliene ostili e crudeli. L'equipaggio del TARDIS ha inoltre occasione di assistere di persona a molti eventi storici durante le proprie avventure, come il periodo del "Terrore" nella Francia rivoluzionaria del XVIII secolo, il viaggio di Marco Polo in Cina e la civiltà degli Aztechi in Messico. Quando Susan si innamora del giovane combattente David Campbell, il Dottore acconsente a malincuore a lasciarla sulla Terra del XXII secolo in modo che possa costruirsi una vita con il ragazzo (The Dalek Invasion of Earth), anche se promette di tornare prima o poi. Il Dottore, Ian & Barbara sono quindi raggiunti da Vicki, da loro salvata sul pianeta Dido.
Alla conclusione di un inseguimento temporale ai Dalek, Ian e Barbara utilizzano la macchina del tempo dei Dalek per far ritorno a casa (The Chase), e il loro posto nel TARDIS viene preso dal futuro pilota spaziale Steven Taylor, che era stato catturato dai Mechanoids e fuggito dopo l'attacco dei Dalek. In seguito, Vicki decide di lasciare il TARDIS per rimanere nell'antica Troia, facendosi chiamare d'ora in poi "Cressida". Il Dottore e Steven vengono affiancati per breve tempo dalla schiava troiana Katarina e dall'agente di sicurezza del 4000 d.C. Sara Kingdom, ma entrambe restano uccise durante gli eventi narrati in The Daleks' Master Plan, dove i Dalek pianificano di invadere il sistema solare terrestre nel 4000 d.C., prima di essere distrutti dal Dottore.
Dopo l'episodio The Massacre of St Bartholomew's Eve, il Dottore e Steven prendono a bordo del TARDIS una giovane ragazza di nome Dodo Chaplet. Dodo è portatrice di un micidiale virus proveniente da un futuro remoto, potenzialmente in grado di annientare la razza umana. La ragazza viene curata e tutto finisce per il meglio.
Successivamente, Steven e Dodo lasciano anche loro il Dottore, Steven decide di restare su un pianeta alieno in qualità di mediatore tra due razze in lotta, mentre Dodo resta sulla Terra del 1966 per riprendersi dall'ipnosi alla quale era stata sottoposta dal super computer WOTAN. Il Dottore viene allora raggiunto dalla segretaria Polly e dal marinaio Ben Jackson che sarebbero stati testimoni della sua rigenerazione alla fine dell'episodio The Tenth Planet. Infatti, dopo aver sconfitto i temibili Cybermen, il Dottore collassa dentro al TARDIS a causa del suo corpo oramai logorato, e davanti agli occhi stupefatti dei suoi compagni di viaggio, si rigenera per la prima volta, prendendo le sembianze di un uomo più giovane, il Secondo Dottore.

## Personalità
Fin dall'inizio, il Dottore viene presentato come una figura misteriosa. In apparenza sembra essere un fragile uomo anziano, ciononostante, in possesso di abilità inaspettate. La sua onniscienza in fatto di materie scientifiche, non gli consente però di saper pilotare il TARDIS in maniera esemplare; la nipote Susan spiega ciò con il fatto che il "nonno è un po' smemorato"; e il TARDIS richiede un pilota esperto e una guida sicura da parte del Dottore. Infatti il sistema di navigazione spesso si guasta. Ciò, insieme al fatto che il TARDIS venne concepito per contenere sei piloti, potrebbe motivare la difficoltà del Dottore a pilotarlo correttamente. Egli è spesso burbero, ironico, scorbutico, ed autoritario nei confronti dei suoi compagni di viaggio umani, ma dimostra anche di provare grande affetto verso la nipote Susan. Frequentemente il Dottore non si tira indietro nel ricorre alla menzogna, ed in qualche caso anche alla violenza, pur di raggiungere i suoi scopi.
Successivamente, il Dottore sembra apprezzare i suoi continui viaggi nel tempo e nello spazio, invitando anche qualcuno sul TARDIS per far fare loro un giro, mostrandosi poi dispiaciuto quando essi se ne vanno. La personalità del Dottore si addolcisce con il proseguire della serie, e circa all'epoca dell'episodio Marco Polo, evolve in una più familiare figura da nonno amato dai bambini.
Interagendo con sue future incarnazioni, ha una bassa opinione nei confronti del Terzo e Secondo Dottore, ma è anche la voce della ragione fra i loro battibecchi. È più amichevole nei confronti del Quinto Dottore, dicendogli che è felice che il suo futuro è in mani sicure. Inizialmente non ha riconosciuto il Dodicesimo Dottore come sua futura rigenerazione, anche dopo averlo scoperto è  confuso da alcuni suoi manierismi ma ha imparato a rispettarlo nel corso della loro avventura. 
William Hartnell descrisse il Dottore come una sorta di "mago", ed "un incrocio tra il Mago di Oz e Babbo Natale". Paul McGann, che interpretò una successiva incarnazione del Dottore, disse che Hartnell nella sua interpretazione del personaggio "sembrava un patriarca dell'epoca vittoriana. Gentile, ma un po' inquietante". Una caratteristica del Primo Dottore era la sua tendenza occasionale ad imbrogliarsi con le parole. Alcune volte si trattava di una scelta deliberata e consapevole: William Russell ricorda che fu un'idea di Hartnell quella di far pronunciare al Dottore il cognome di Ian Chesterton in maniera storpiata, chiamandolo "Chesserman" o "Chatterton". Questa caratteristica del personaggio, diede ai produttori della serie la possibilità di utilizzare questa scappatoia per nascondere la reale tendenza di Hartnell a scordare le sue battute. Infatti, i ristretti tempi produttivi della serie, non consentivano di ripetere troppe volte le scene. Inoltre, Hartnell soffriva di una forma iniziale di arteriosclerosi, che gli rendeva difficile ricordare tutte le battute sul copione, e la malattia andò peggiorando nel corso degli anni man a mano che la serie proseguiva.

## Aspetto

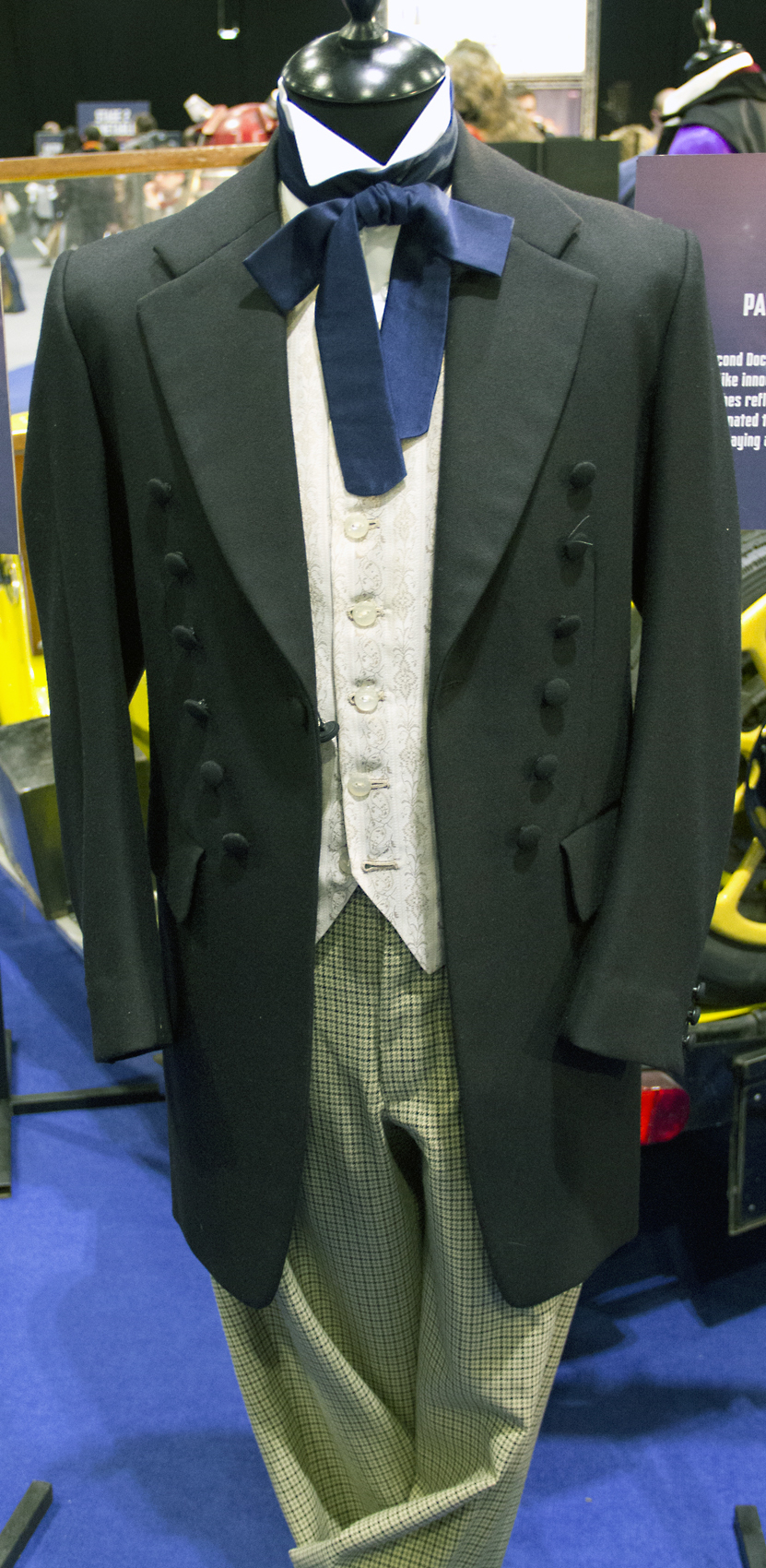
Il vestito del Primo Dottore alla Doctor Who Experience a Cardiff.

Il costume di scena di Hartnell venne noleggiato da Nathans, una compagnia di costumi teatrali.   L'aspetto è quello di un uomo anziano, leggermente trasandato, dell'epoca tardo vittoriana-edoardiana: indossa una redingote nera con sotto un gilet sopra una camicia bianca dal colletto alto; cravattino a nastro nero e pantaloni beige a quadri. Inoltre, Hartnell portava anche un anello al dito con una grossa pietra blu e una parrucca bianca. Accessori addizionali potevano essere un monocolo, un bastone di legno intagliato, mantello e sciarpa, ed un colbacco di astrakan. In un'unica occasione, nella puntata The Cave of Skulls (La caverna dei teschi) della prima stagione, il personaggio viene visto fumare una grossa pipa.
Nella versione originale del primo episodio, Hartnell indossava un abito contemporaneo. Tra i molti cambiamenti apportati all'episodio nella seconda versione girata, ci furono i vestiti del Dottore (e di Susan).

## Stile delle storie
Fin dall'origine, il programma venne progettato per essere educativo, per cui le storie furono divise in due generi: storico (per insegnare la storia ai ragazzi) e futuristico (insegnamento delle scienze). Tuttavia, entro la fine della seconda stagione era evidente che le storie futuristiche erano molto più popolari presso il pubblico e il team di produzione cominciò a mettere da parte le tematiche storiche.
Il debutto dei Dalek nel secondo ciclo di episodi della serie, trasformò il programma da una trasmissione dedicata ai bambini ad un fenomeno di massa. Presto divenne uno show per l'intera famiglia, con mostri e creature fantastiche in grado di appassionare anche un pubblico più adulto. L'inventiva delle sceneggiature compensava il relativo basso budget di realizzazione degli episodi e gli effetti speciali spesso rudimentali dell'epoca, gettando le basi per le storie future dei decenni successivi.

## Apparizioni successive
Il Primo Dottore riapparve altre volte nel corso della serie (non contando i vari flashback e lo speciale Dimensions in Time, crossover con EastEnders). In occasione del decimo anniversario del programma nel 1973, Hartnell apparve nell'episodio The Three Doctors, che vide anche Patrick Troughton riprendere il ruolo del Secondo Dottore. Il Primo Dottore viene richiamato dai Signori del Tempo per aiutare le sue due successive incarnazioni a collaborare, ma apparendo a loro solo tramite monitor in quanto intrappolato in un vortice temporale che gli impedisce di materializzarsi: la ragione di questa scelta di produzione è che Hartnell non poteva partecipare alle riprese regolari con i suoi successori per problemi di salute, e girò le sue scene a parte. 
William Hartnell morì il 23 aprile 1975, quindi per lo speciale del ventesimo anniversario The Five Doctors, fu Richard Hurndall ad interpretare il Primo Dottore. All'inizio del programma, venne utilizzato uno spezzone di repertorio di Hartnell tratto da The Dalek Invasion of Earth. Il Dottore viene rapito dalla sua linea temporale insieme alle sue prime quattro rigenerazioni dal Signore del Tempo chiamato Borusa, che lo unisce con sua nipote Susan nel suo piano di manipolare tutti i Dottori per ottenere l'immortalità. Alla fine il Primo Dottore e Susan vengono riportati al loro corretto flusso temporale. 
Ne Il nome del Dottore, che combina immagini di repertorio di Hartnell con Carol-Ann Ford in CGI e nuove riprese, il Primo Dottore è mostrato mentre ruba il TARDIS nella sua forma originale insieme a Susan Foreman, prima che Clara Oswald gli dica di rubarne un altro.
Ne Il giorno del Dottore, la prima incarnazione è mostrata insieme agli altri dodici Dottori mentre partecipa al salvataggio di Gallifrey, doppiata in originale da un imitatore. Viene visto anche nel finale in un sogno dell'Undicesimo Dottore. 
Una versione giovane del personaggio apparve nell'episodio Ascolta, interpretato da un bambino.
Dopo aver interpretato William Hartnell nel documentario Un'avventura nello spazio e nel tempo, David Bradley ha assunto il ruolo del Primo Dottore nel finale dell'ultima puntata della decima stagione ed è stato protagonista dello speciale natalizio del 2017 C'era due volte con il Dodicesimo Dottore, interpretato da Peter Capaldi, che segna la sua ultima apparizione nella serie. Nell'episodio natalizio, ambientato durante gli eventi di The Tenth Planet, il Primo Dottore si separa dai suoi compagni dopo che il prosciugamento delle sue energie nella lotta contro i Cybermen ha costretto il suo corpo, già debole per la veneranda età, a cominciare la rigenerazione; tuttavia non ha intenzione di cambiare e mentre ritarda il processo finisce per incontrare, vagando per il Polo Sud, il Dodicesimo Dottore, anch'egli reduce da una battaglia contro i Cybermen che lo ha lasciato in fin di vita. I due Dottori devono collaborare per risolvere il mistero di un capitano della Prima Guerra Mondiale finito inspiegabilmente al Polo Sud nel 1986, e anche quello di una fondazione nota come la "Testimonianza". Alla fine entrambi i Dottori accettano il loro imminente "cambiamento" e il Primo Dottore ritorna al suo TARDIS per completare la sua rigenerazione. Spezzoni di repertorio di William Hartnell tratti da The Tenth Planet vengono mostrati all'inizio e verso la fine dell'episodio.
Il Primo Dottore, interpretato sempre da Bradley, ricompare nello speciale The Power of the Doctor, come manifestazione mentale che esorta il Tredicesimo Dottore a resistere al tentativo del Maestro di impossessarsi del suo corpo e della sua identità mediante la rigenerazione forzata.

## Riferimenti in altre stagioni diDoctor Who
Dopo l'abbandono della serie da parte di Hartnell nel 1966, immagini del Primo Dottore apparvero negli episodi successivi The Power of the Daleks, Day of the Daleks, The Brain of Morbius, Earthshock, Mawdryn Undead, Resurrection of the Daleks, Un altro Dottore, L'undicesima ora, I vampiri di Venezia, Vincent e il Dottore, Il coinquilino, Incubo Cyberman, nello spin-off Le avventure di Sarah Jane e I bambini senza tempo. 
In Dimensions in Time, il Quarto Dottore (Tom Baker) fa riferimento al Primo chiamandolo "quello scontroso". Una scultura raffigurante la sua testa, insieme a quella del Secondo Dottore, appare inoltre nella stessa puntata.
Nell'episodio Natura umana, il Primo Dottore appare tra i ritratti nel blocco degli schizzi di John Smith insieme agli altri Dottori del passato. In Time Crash, il Decimo Dottore dice al Quinto: «quando incominciai io, proprio agli inizi, cercavo sempre di sembrare un autorevole vecchio scontroso, come facevi tu da giovane». 
In una breve scena di I vampiri di Venezia, l'Undicesimo Dottore mostra la sua tessera della biblioteca, che contiene una fototessera del Primo Dottore e riporta l'indirizzo "76 Totters Lane". In Il Big Bang, l'Undicesimo Dottore menziona brevemente il Primo mentre annuncia il suo addio a una dormiente Amy Pond, riferendosi a lui come "lo sciocco uomo vecchio che rubò una scatola magica e scappò via". Ne Gli anelli di Akhaten, l'Undicesimo Dottore racconta di aver visitato Akhaten con sua nipote, presumibilmente nei panni del Primo Dottore.
In All'interno di un Dalek, Il Dodicesimo Dottore fa riferimento all'iniziale mancanza di altruismo della sua prima incarnazione.

## Il Primo Dottore in Italia
Il primo approccio del pubblico italiano con il Doctor Who e con il primo dottore in particolare, è avvenuto grazie al film Daleks - Il futuro fra un milione di anni (Daleks' Invasion Earth 2150 A.D.), nel quale il personaggio del Primo Dottore è impersonato da Peter Cushing.
La prima serie classica di Doctor Who non venne mai trasmessa in Italia. Tutte le varie stagioni precedenti all'avvento del Quarto Dottore (Tom Baker), tuttora gli unici episodi della serie originale ad essere stati trasmessi in Italia, risultano quindi inedite. Solo nella seconda metà degli anni duemila, alcuni episodi degli anni di William Hartnell sono stati doppiati in italiano e pubblicati in due cofanetti DVD distribuiti dalla DNC Entertainment. Gli episodi tradotti sono: La ragazza extraterrestre (An Unearthly Child), I Dalek (The Daleks), Sull'orlo della distruzione (The Edge of Destruction), Gli Aztechi (The Aztecs), I Dalek invadono la Terra (The Dalek Invasion of Earth), Il pianeta ragnatela (The Web Planet).

## Il Primo Dottore cinematografico
Nei due film cinematografici con protagonista Peter Cushing nella parte del Dottore, Dr. Who and the Daleks (1965) e Daleks - Il futuro fra un milione di anni (Daleks' Invasion Earth: 2150 A.D., 1966), il personaggio viene presentato con delle sostanziali differenze rispetto alla sua versione televisiva. Non si tratta di un Signore del Tempo extraterrestre originario del pianeta Gallifrey, ma di un umano che ha progettato il TARDIS personalmente assieme a un non meglio identificato "collega".
Nel primo film Peter Cushing caratterizza il personaggio del Dottore come un anziano scienziato dall'andatura molto incerta, bonario e un po' buffo, cosa che muterà radicalmente nella successiva incarnazione cinematografica del personaggio nel film del 1966, dove apparirà sostanzialmente più "serio" ed energico.
Anche i compagni del Dottore sono sostanzialmente mutati rispetto alle loro controparti televisive. Susan, la nipote del Dottore (di cui è il nonno), nei due film viene rappresentata come una bambina, a differenza della serie televisiva dove è un'adolescente. I personaggi di Barbara e Ian sono sostanzialmente mutati rispetto alle loro controparti televisive, dove sono due insegnanti di Susan. Nel primo film Barbara è invece una nipote del Dottore mentre Ian è il suo fidanzato. Ian, inoltre, viene rappresentato come una macchietta, fortemente impacciato e responsabile di numerose gaffe. Nel secondo film i due personaggi spariscono, venendo sostituiti da Louise, un'altra nipote del Dottore (di cui però è lo zio), e da Tom Campbell, un poliziotto entrato per errore nel TARDIS credendolo una reale cabina della polizia.